# Pecluma venturii
Pecluma venturii là một loài thực vật có mạch trong họ Polypodiaceae. Loài này được (de la Sota) M.G. Price miêu tả khoa học đầu tiên năm 1983.